# Grabovac (Velika Kladuša)
Grabovac falu Bosznia-Hercegovinában, a Bosznia-hercegovinai Föderáció Una-Szanai kantonjában. Közigazgatásilag Velika Kladušához tartozik.

## Fekvése
Bosznia-Hercegovina északnyugati részén, Bihácstól légvonalban 40, közúton 60 km-re északra, Velika Kladušától légvonalban 11, közúton 18 km-re keletre levő dombos, erdős vidéken, a Glina bal oldali mellékvize, a Glinica-patak völgyében és a környező dombokon fekszik. 

## Népessége
| Nemzetiségi csoport | Népesség 1991 | Népesség 2013 |
| ------------------- | ------------- | ------------- |
| Szerb               | 14            | 0             |
| Bosnyák             | 671           | 549           |
| Horvát              | 0             | 4             |
| Jugoszláv           | 1             | 0             |
| Egyéb               | 0             | 65            |
| Összesen            | 686           | 618           |